# Pitch Black Progress
Pitch Black Progress — второй студийный альбом шведской мелодик дэт-металлической группы Scar Symmetry, вышедший в 2006 году на лейбле Nuclear Blast.
Pitch Black Progress был записан на студии Black Lounge studios Авеста, Швеция. Обложка альбома, выполнена художником Энтони Кларксоном (Blind Guardian, Edenbridge, In This Moment, Visions of Atlantis, Fear Factory).
На песню «The Illusionist» был снят клип.
По мнению обозревателя сайта About.com Чада Боара: «Каждый раз, когда вы читаете интервью с группой накануне нового релиза, они почти всегда описывают свой новый альбом, как „более мелодичный и более брутальный“. Обычно это оказывается обманом. В случае с диском Scar Symmetry это абсолютный факт. Второй альбом не только более мелодичный, чем их дебют, но также более интенсивный и разрушительный.»

## Список композиций
| №   | Название                       | Длительность |
| --- | ------------------------------ | ------------ |
| 1.  | «The Illusionist»              | 4:31         |
| 2.  | «Slaves to the Subliminal»     | 5:04         |
| 3.  | «Mind Machine»                 | 3:54         |
| 4.  | «Pitch Black Progress»         | 3:26         |
| 5.  | «Calculate the Apocalypse»     | 4:01         |
| 6.  | «Dreaming 24/7»                | 4:11         |
| 7.  | «Abstracted»                   | 3:25         |
| 8.  | «The Kaleidoscopic God»        | 7:09         |
| 9.  | «Retaliator»                   | 4:13         |
| 10. | «Oscillation Point»            | 4:04         |
| 11. | «The Path of Least Resistance» | 4:29         |

| №   | Название                | Длительность |
| --- | ----------------------- | ------------ |
| 12. | «Carved in Stone»       | 5:29         |
| 13. | «Deviate from the Form» | 5:27         |

## Участники записи
- Кристиан Альвестам (Christian Älvestam) — вокал
- Йонас Кьеллгрен (Jonas Kjellgren) − гитара, мастеринг
- Пер Нильсон (Per Nilsson) − гитара
- Кеннет Сейл (Kenneth Seil) − бас-гитара
- Хенрик Ольссон (Henrik Ohlsson) − ударные, тексты песен
- Энтони Кларксон (Anthony Clarkson) — художественное оформление